# Luděk Marold
Luděk Marold (Praga, 7 agosto 1865 – Praga, 1º dicembre 1898) è stato un pittore ceco.

## Biografia
Orfano di padre ad un anno e di madre dall'età di sette anni, cominciò gli studi di grafica e pittura all'Accademia di Praga all'età di 16 anni. Ne fu però escluso e quindi proseguì gli studi a Monaco di Baviera, dove conosce diversi pittori cechi fra cui Mikoláš Aleš. Torna poi a Praga dove studia con Maximilián Pirner. Dal 1890 visse a Parigi.

## Opere
Fu essenzialmente un illustratore per riviste e per manifesti tedeschi.
Il suo stile influenzò molto l'Art Nouveau ceca.
Tra le sue opere principali si ricorda l'olio su tela Mercato a Praga (Vaječný trh v Praze) del 1888 e il dipinto di carattere paesaggistico Bitva u Lipan (La battaglia di Lipany), un quadro di enormi dimensioni, alti 11 metri e lungo 95 metri
, i cui schizzi preparatori furono fatti proprio a Lipany.